# Sayad (ort i Azerbajdzjan)
Sayad (ryska: Саяд) är en ort i Azerbajdzjan.   Den ligger i distriktet Xaçmaz Rayonu, i den nordöstra delen av landet, 140 km nordväst om huvudstaden Baku. Antalet invånare är 1 247.
Terrängen runt Sayad är platt. Närmaste större samhälle är Xaçmaz, 12,7 km nordväst om Sayad.
Trakten runt Sayad består till största delen av jordbruksmark. Runt Sayad är det ganska tätbefolkat, med 70 invånare per kvadratkilometer.